# Mirosława Nowak-Dziemianowicz
Mirosława Aleksandra Nowak-Dziemianowicz (ur. 1956) – polska pedagog, profesor nauk społecznych.

## Życiorys
W 1979 r. ukończyła studia pedagogiczne na Uniwersytecie Wrocławskim, w 1990 r. obroniła pracę doktorską pt. Konflikty małżeńskie powodujące rozwody, proces, efekt, implikacje pedagogiczne, której promotorem był prof. Ryszard Borowicz, w 2003 r. habilitowała się na podstawie pracy zatytułowanej Doświadczenia rodzinne w narracjach. Interpretacje sensów i znaczeń. W 2017 r. uzyskała tytuł profesora nauk społecznych. 
Została pracownikiem naukowym na Uniwersytecie Wrocławskim, na Uniwersytecie Opolskim, w Uczelni Korczaka – Akademii Nauk Stosowanych, w Akademii WSB, oraz w Dolnośląskiej Szkole Wyższej z siedzibą we Wrocławiu.
Jest przewodniczącym Komisji ds. Polityki Oświatowej Komitetu Nauk Pedagogicznych Polskiej Akademii Nauk i członkiem Komitetu Nauk Pedagogicznych PAN.
Była wiceprzewodniczącym Komisji Edukacji Rady Głównej Szkolnictwa Wyższego i członkiem Komisji Uprawnień Akademickich RGSW.